# Heinrich Bollandt
Heinrich Bollandt (* Juli 1578 in Thüringen; † 19. August 1653 Bayreuth) war ein Bayreuther Hofmaler des ersten regierenden Bayreuther Markgrafen Christian. Der Schwerpunkt seines Werkes liegt auf der Porträtmalerei. Bollandt wird als einer „der wichtigsten Künstler der brandenburgisch-bayreuther Renaissance“ bezeichnet.

## Leben
Heinrich Bollandt verbrachte seine Jugend wahrscheinlich in Thüringen und ging vermutlich bei dem Hofmaler Johann Spenlin (Weimar, Dresden) in die Lehre. Nach dessen Tod 1608 heiratete Bollandt 1611 dessen Witwe und soll, zusammen mit dem Maler Johann Jeremias Erhard, bei der Fertigstellung einer großen Zahl Bilder geholfen haben. Zusammen mit Erhard zog die Familie Bollandt (1615?) in die fränkische Residenzstadt Bayreuth, wo Erhard 1616 eine Tochter Spelins heiratete. Hier begann die bedeutendste Zeit des inzwischen über 35-jährigen Heinrich Bollandt als Conterfeiter (Porträtmaler) des kunstliebenden Bayreuther Markgrafen Christian. Nach einem Besoldungs-Etat von 1623 erhielt er insgesamt 230 Gulden Jahresbesoldung, inklusive Naturalien. Die meisten seiner bisher überlieferten Werke stammen aus Bayreuth, das früheste von 1615. Mehrfach sind ab 1619 Vergütungen für solche aktenkundig. Zahlreiche aus Primärquellen oder Literatur, teils mit Titel bekannt gewordene Gemälde sind heute verschollen, beziehungsweise zerstört. 1625 starb Bollandts Frau in Bayreuth, wo sie begraben wurde.
Seit 1618 wütete der Dreißigjährige Krieg, vor dessen Zerstörungen Bollandt „spätestens 1635“ nach Lübeck floh, wo er am 13. März 1635 von der Malerzunft die Arbeitserlaubnis als „Freimeister“ mit der Auflage, nur Porträts zu malen, erhielt. Er blieb etwa 10 Jahre in Lübeck, zusammen mit seinem Bayreuther Lehrling, dem später angesehenen Maler Michael Conrad Hirt, der 1638 in Lübeck eine weitere Tochter Bollandts heiratete. Die letzten Lebensjahre verbrachte Bollandt wieder in Bayreuth, wo er im August 1653 starb und begraben wurde.

## Werke

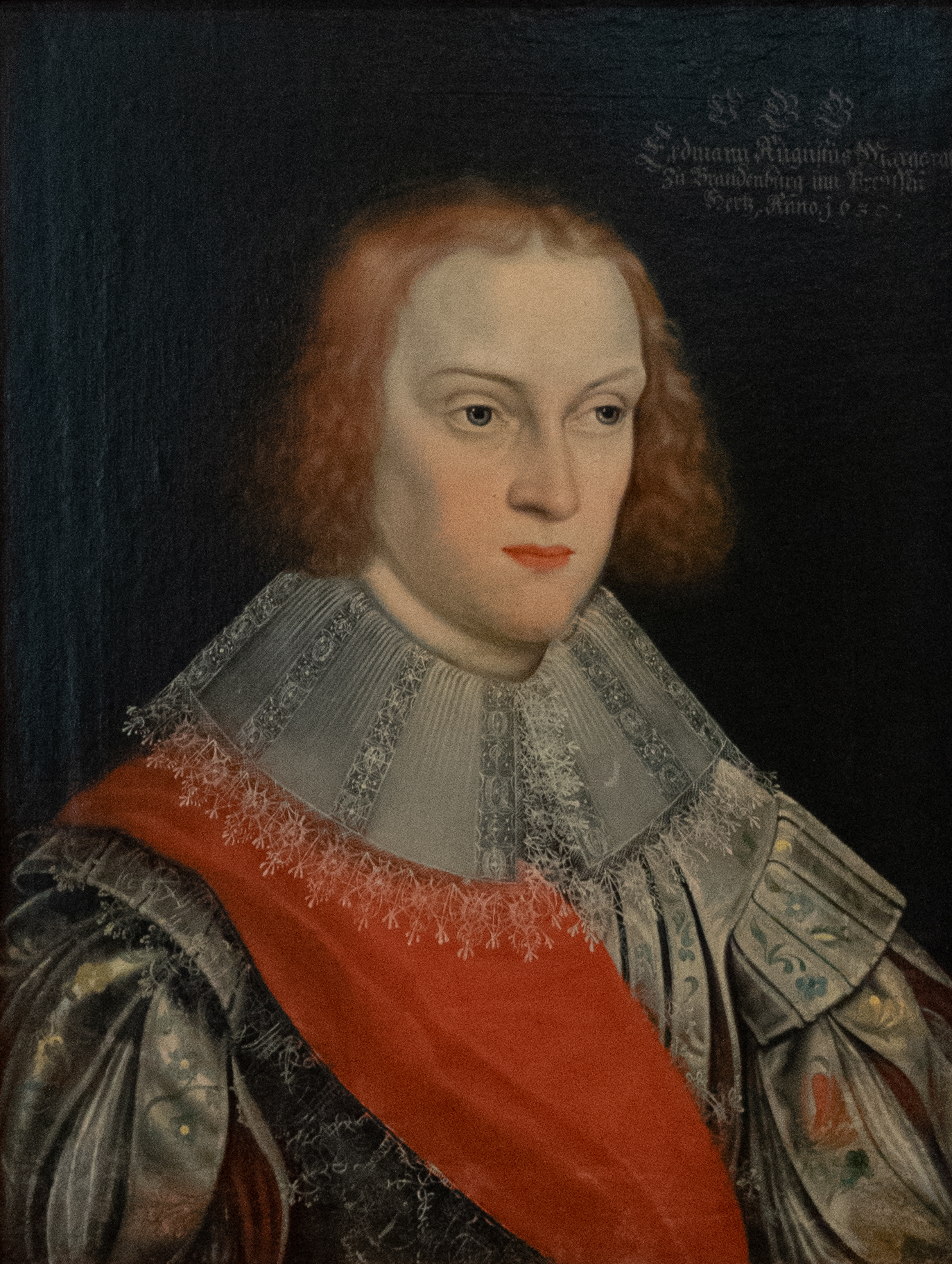
Porträt des 15-jährigen Erdmann August von Brandenburg-Bayreuth

Die Bayreuther Gemälde Heinrich Bollandts:
- 35 Brandenburgische Ahnenbildnisse, etwa 1620–1636[10]
- Selbstbildnis (1633), das einzige Selbstporträt des Malers
- Kruzifixus, etwa 1628 (mit den Maßen 120 × 83 cm das größte der erhaltenen Bilder), gewidmet dem Geheimen Sekretär Caspar Dobenecker
- Das Küffnersche Epitaph von 1615. Es enthält im Sockel (Predella) die (so Kiel) „älteste realistisch gemalte Stadtansicht“ Bayreuths
- Weitere Bilder befinden sich in Bad Homburg, Berlin und Kulmbach (Stand 1994)[11]